# Жерар Ларше
Жерар Ларше (англ. Gérard Larcher; нар. 14 вересня 1949, Флер, Орн) — французький політичний діяч, голова Сенату з 2008 по 2011 рік і з 2014 року.
Закінчивши Національну ветеринарну школу у Ліоні (ENVL), Ларше працював з 1974 по 1979 року у Збірній Франції з кінного спорту. У 1976 році він приєднався до руху молодих голлістів. У 1983 році він був обраний мером Рамбуйє, два роки по тому увійшов до регіональної ради Іль-де-Франс. У 1986 році він був обраний до Сенату Франції від департаменту Івелін. У 1997–2001 роках він працював віце-президентом верхньої палати парламенту.
У 2004 році він був призначений міністром-делегатом з питань трудових відносин, з 2005 по 2007 рік він був міністром-делегатом з питань зайнятості, безробіття і працевлаштування молоді.

## Нагороди
- Орден князя Ярослава Мудрого II ст. (Україна, 21 жовтня 2022) — за значні особисті заслуги у зміцненні міждержавного співробітництва, підтримку державного суверенітету та територіальної цілісності України, вагомий внесок у популяризацію Української держави у світі[4]